# Písek
Písek (in tedesco Pisek) è una città della Repubblica Ceca, capoluogo del distretto omonimo, in Boemia Meridionale. È chiamata "la Città dei boschi" ed è bagnata dal fiume Otava che deve la sua fama ai suoi depositi aurei che sono stati estratti per millenni. Sull'Otava sorge un ponte in pietra, il più antico della Boemia. La Città è strettamente legata all'estrazione dell'oro, peraltro diffusa in tutta la regione, e deve il suo nome alla sabbia (in ceco "pisek") che veniva setacciata per estrarre il prezioso metallo. La tradizionale attività di estrazione è talmente sentita nella regione che in molte sue cittadine e villaggi si svolge un Campionato di Passaggio al Setaccio dell'Oro.

## Monumenti e luoghi d'interesse
- Ponte Kamenny, in pietra, del XIII secolo, il secondo più antico in Europa al nord delle Alpi
- Chiesa Gotica della Natività di Maria Vergine
- Ex Castello Reale costruito nella seconda metà del XIII secolo (oggi sede del Museo Regionale di Prácheň – “Museo europeo dell'anno 1996)
- Municipio con due torri, costruito in stile barocco negli anni 1740-1765
- Chiesa dell'Assunzione della Santa Croce con la facciata riccamente decorata con affreschi
- Centrale idraulica, l'impianto di questo tipo più antico della Boemia, costruita nel 1888
- Ex hotel Dvořáček, costruito in stile neorinascimentale nel 1899 e decorato con undici affreschi secondo i cartoni dei pittore ceco Mikoláš Aleš
- Colonna della peste in stile barocco
- Porta Putim, unica testimonianza delle antiche fortificazioni
- Teatro di Fráňa Šrámek
- Isola della città
- Fiume Otava

## Galleria d'immagini

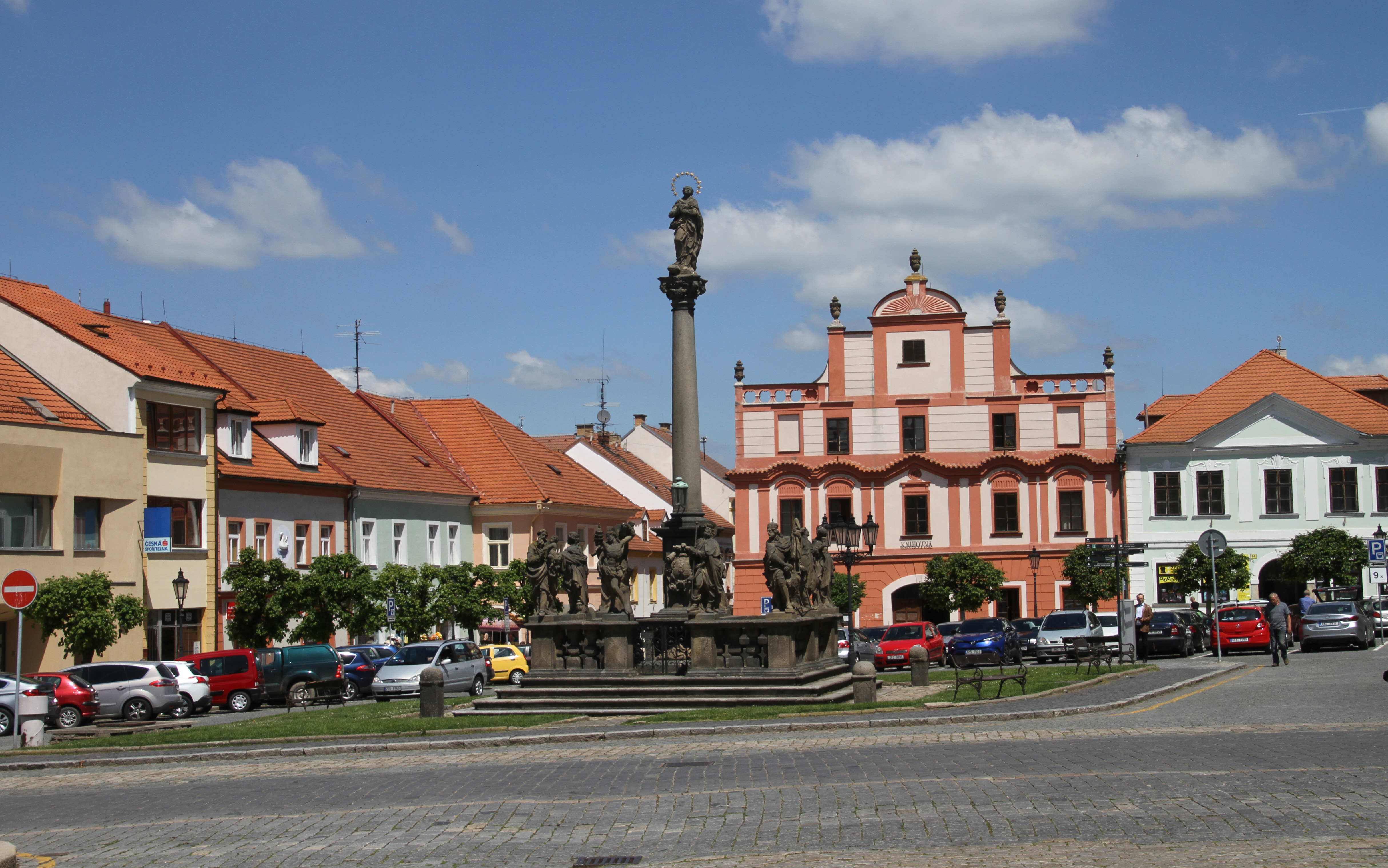
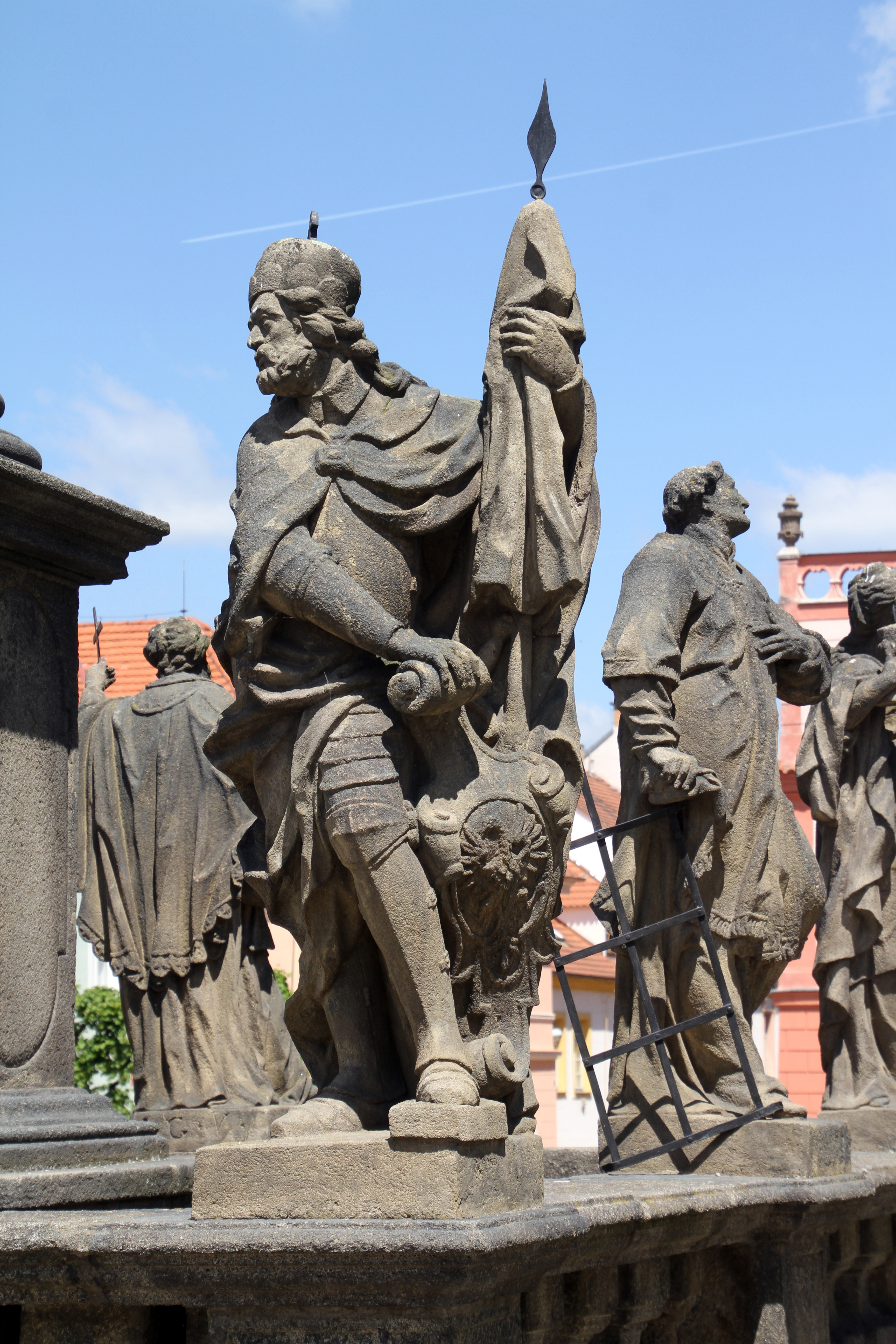
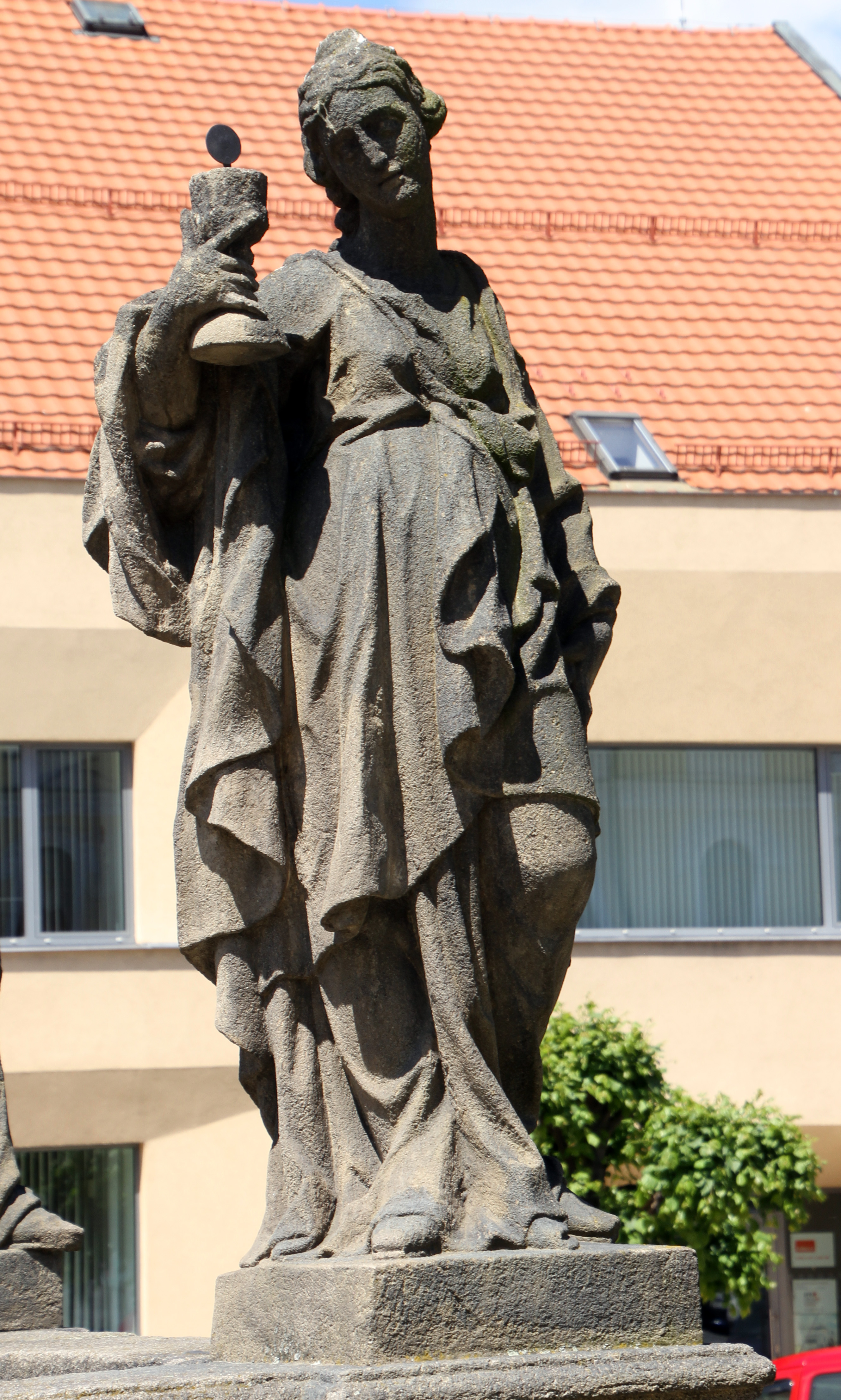
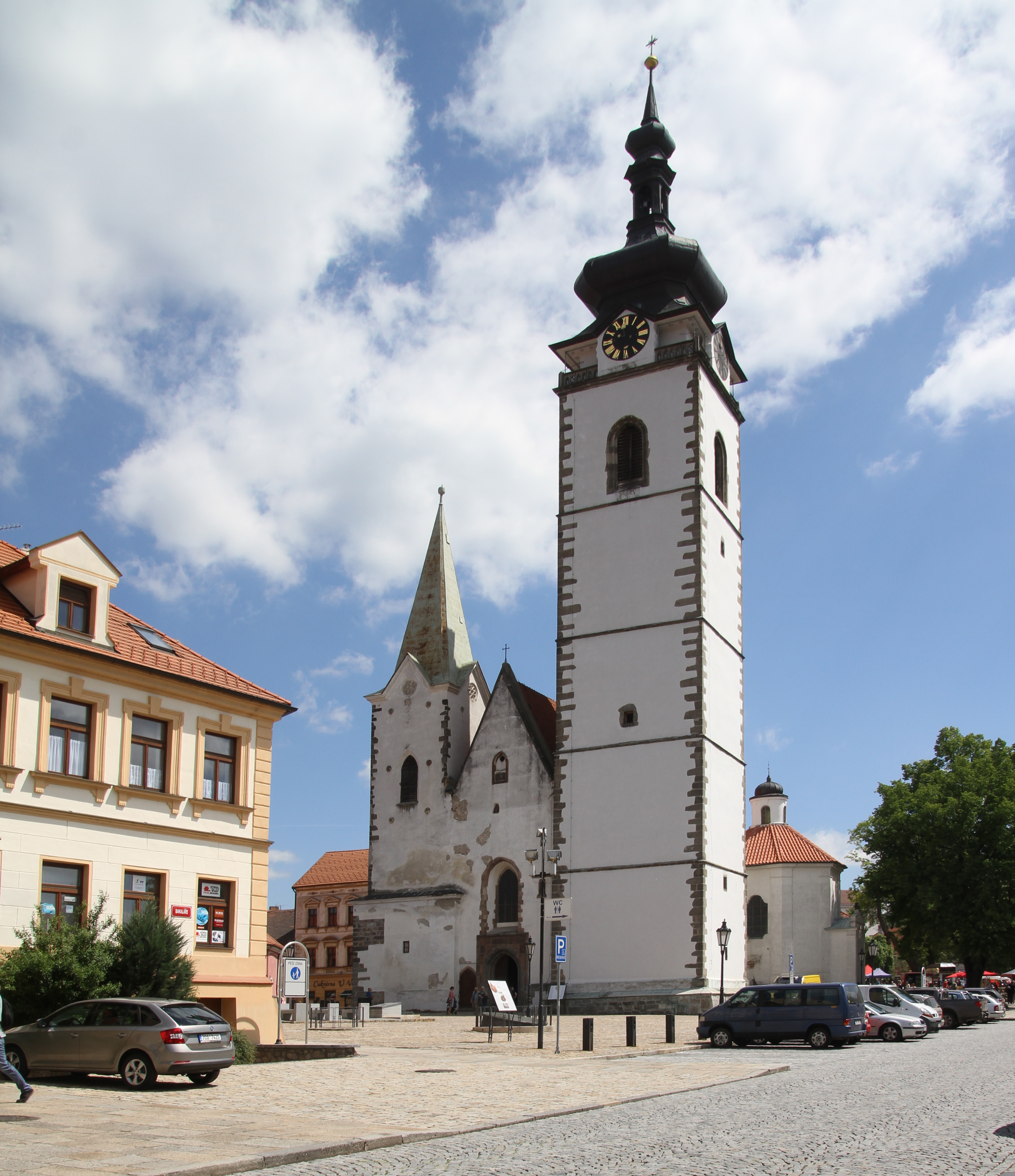
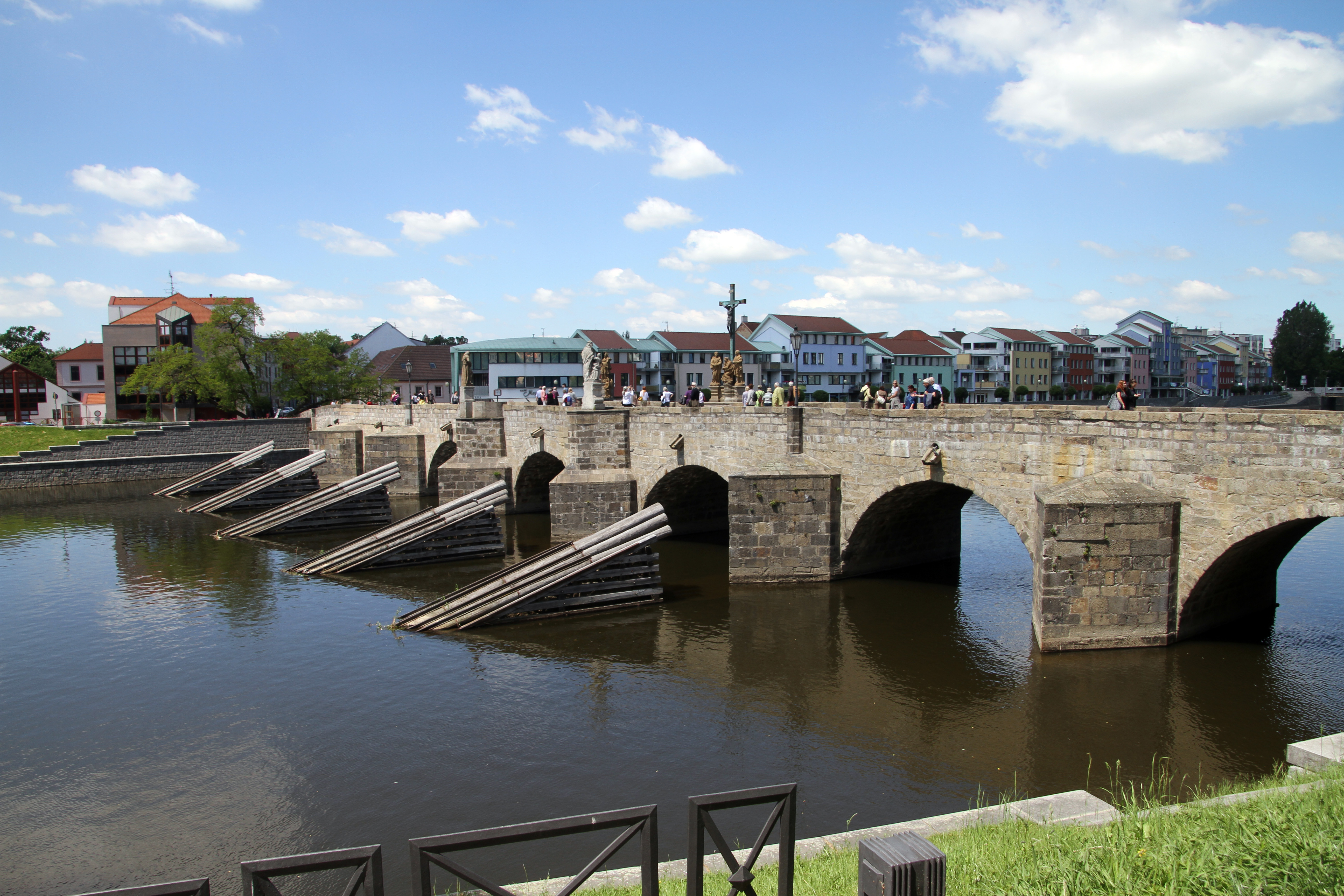
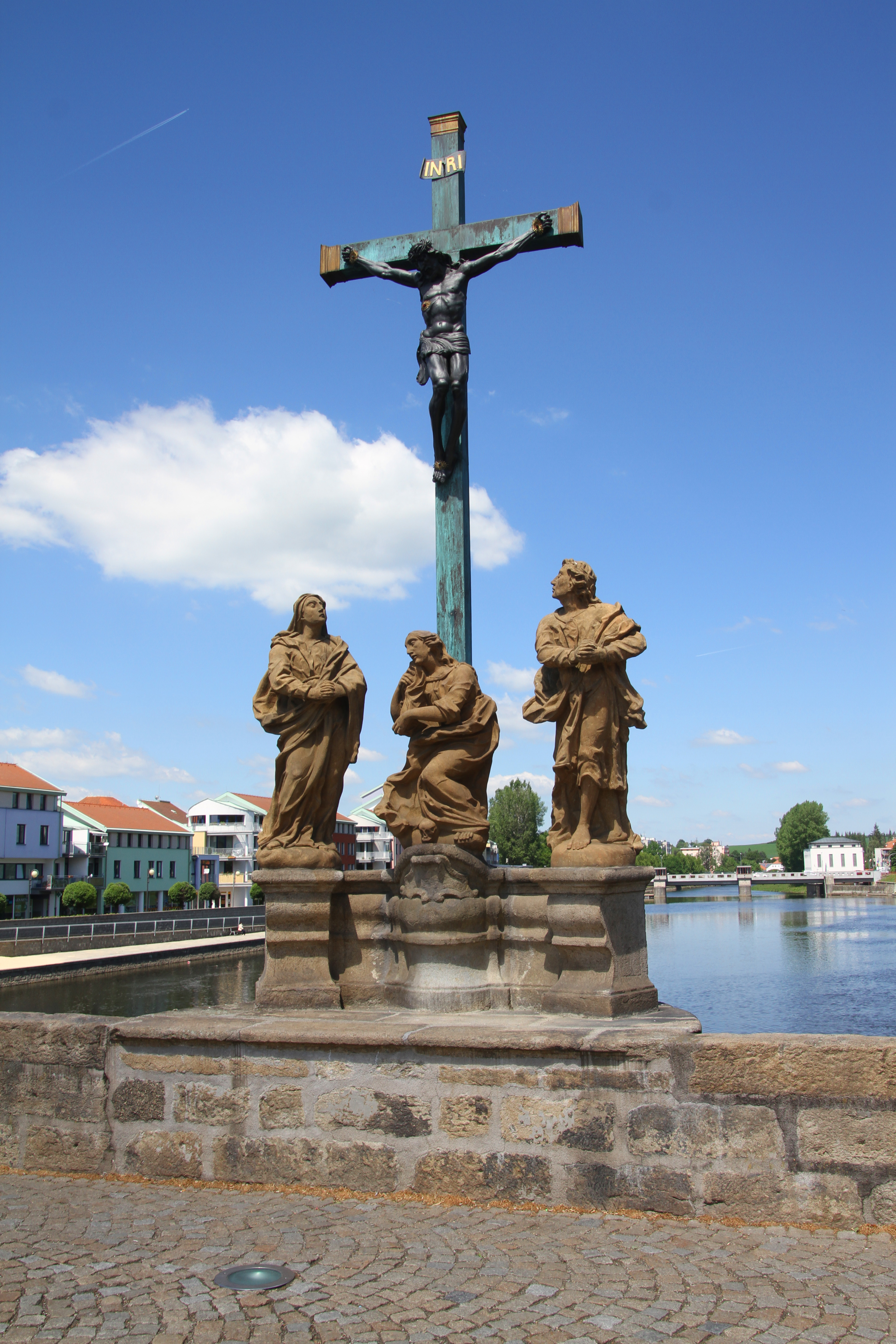
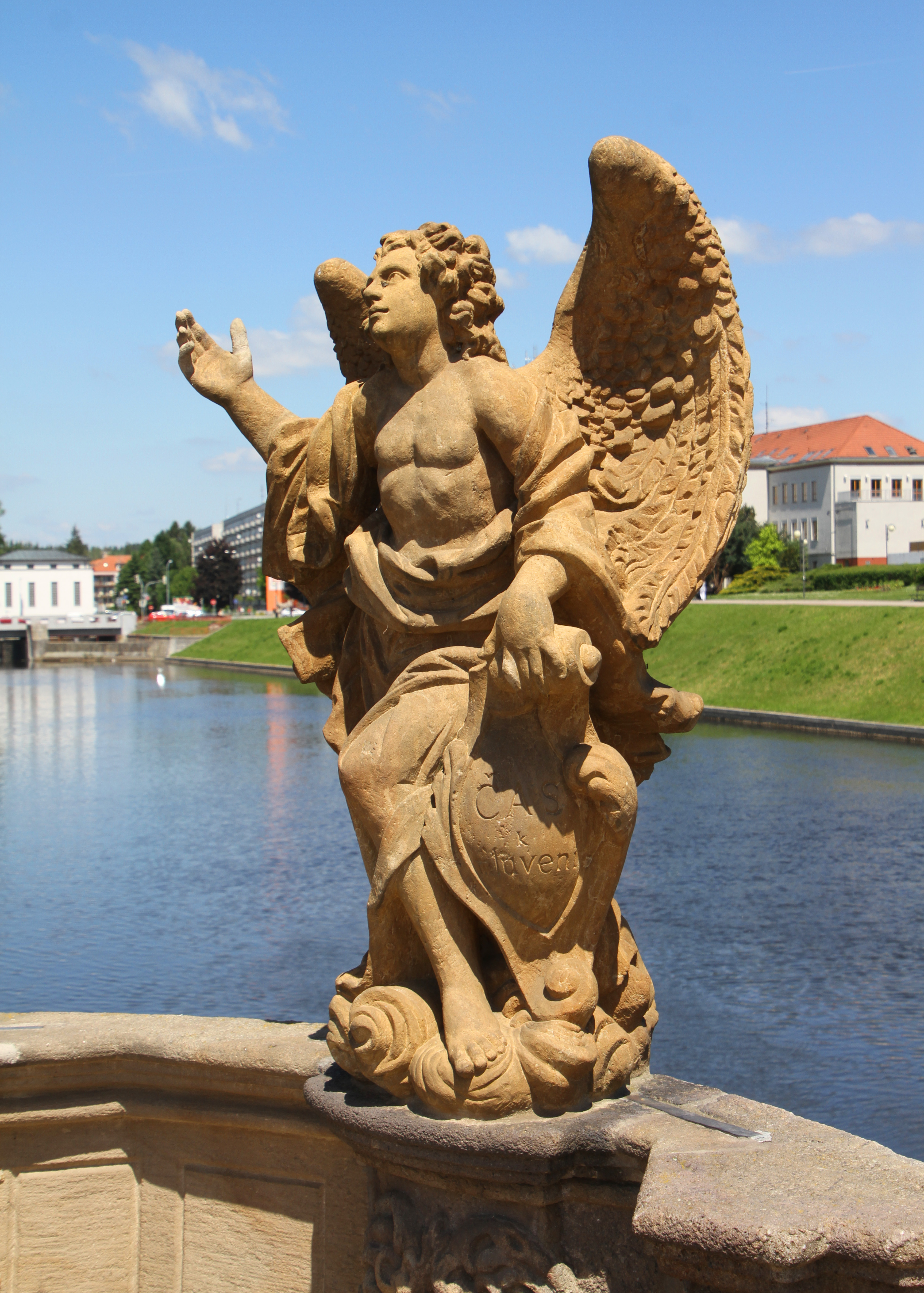
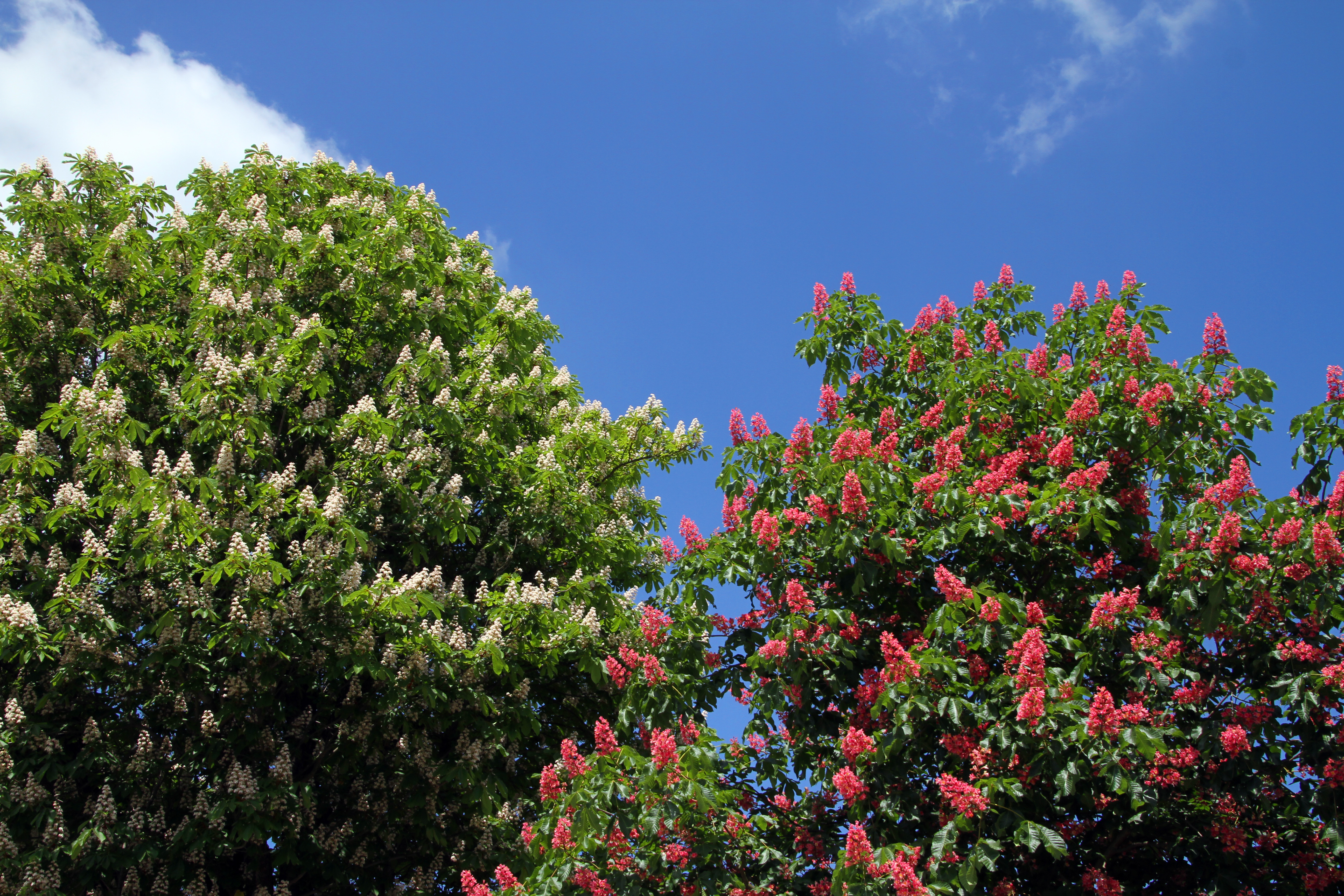